# Джанюариъс Макгахан
Джанюариъс Алойшиъс Макгахан (среща се и като Януари Алойзий Макгахан; на английски: Januarius Aloysius MacGahan) е американски журналист от XIX век. Изпратен е в България като специален военен кореспондент на лондонския вестник „Дейли нюз“ след Априлското въстание (1876 г.) и по време на Руско-турската война (1877 – 1878 г.). Ярък застъпник на българската национална кауза.

## Биография
Джанюариъс (Джан) Макгахан е роден на 12 юни 1844 г. във фермата „Гълъбов хребет“ близо до град Ню Лексингтън в щата Охайо на САЩ. Баща му — Джеймс Макгахан, е имигрант от Ирландия, служил на кораба „Нортъмбърланд“, който откарва Наполеон Бонапарт в изгнание на остров Света Елена. Джанюариъс е първият син от втората съпруга на Джеймс — Хенриета Демпси; има двама по-малки братя. Загубва баща си, когато е само на 7 години. Започва работа из съседните ферми, за да подпомага семейството си. На 17 г. кандидатства за учител в селското училище и след като му отказват, заминава за Хънтингтън, Индиана, където работи като продавач в магазин и като учител. В началото на 1864 г. се премества в Сейнт Луис, където работи като счетоводител в железопътната компания „Юниън пасифик“. Тук среща генерал Филип Шеридан, герой от Гражданската война, също от ирландски произход. Тази среща повлиява цялостното му развитие — така Джанюариъс Макгахан се оформя под влияние на най-светлите идеали, останали след Гражданската война — време на оптимизъм, когато се сплотява американската нация. Намерението му е да учи право в Европа и да стане адвокат.
През 1868 г. Макгахан пристига в Европа и се установява в Брюксел. Бързо научава френски език. След избухването на Френско-пруската война д-р Хосмайер, който отговаря за лондонското бюро на в-к „Ню Йорк Хералд“, му предлага да стане специален кореспондент за Европа. Макгахан приема и е акредитиран към генерал Бурбаки, а след това към генерал Шанзи. Пристига в Париж на 18 март 1871 г., в самото начало на Парижката комуна, когато комунарите вече строят барикади на площад Пигал. В писмо до приятеля си Блейк пише: „Относно комуната най-горчивите дописки срещу правителството на Тиер са мои. Аз реших да кажа истината като журналист, независимо колко скъпо може да ми струва това.“ Макгахан никога не изневерява на тази своя максима. За последвалото време Макгахан отбелязва кратко в своя дневник: „След комуната заминах за Лондон, а оттам за Лион. Отново обратно за Париж. Срещнах се с Бержере и описах неговото бягство. Отново в Лондон да преговарям за търсенето на д-р Ливингстън. От Лондон в Париж, Брюксел, Кьолн, Дрезден и Лемберг, където присъствах на голямо честване на полското обединение, оттам във Виена, от Виена — в Пеща и по течението на Дунава... В Гюргево взех влака за Букурещ. Бях представен на крал Карол и проведох интервю с него. Останах шест седмици в Букурещ, оттам отидох в Яш и Одеса. Имах препоръчително писмо от барон Офенбах – руски консул в Букурещ, до генерал Коцебу – губернатор на Одеса. От Одеса заминах за Николаев.“
През 1871 г. Макгахан се намира в Крим, където среща Варвара Елагина – руска аристократка с интереси към литературата и журналистиката, която е там на почивка. Тя описва срещата така:
„Нашето запознанство стана при много романтични обстоятелства. Пътувахме в една каляска със сестра ми Наталия и бъдещия ѝ съпруг, когато трима конници ни задминаха в галоп. Няколко мига по-късно един от офицерите – княз Григорий Долгоруки, обърна коня назад и ни съобщи, че придружават един американец, за да му покажат водопадите. Каляската също отиваше натам. Когато слязохме, за да продължим разходката по стръмнината над водопадите, видяхме от другата страна на хълма двамата адютанти над една превита фигура. Княз Долгоруки ни видя и се спусна надолу, прекоси потока и ни разказа, че претърпели злополука: американецът изкълчил глезена си и сега не знаят как ще се върнат в Ялта. Сестра ми предложи нашата каляска... После двамата адютанти повдигнаха американеца и го доведоха при нас. Долгоруки ни представи Макгахан и ни обясни, че ни благодарят, но отказват. Техният американски приятел заявил, че се чувства достатъчно силен да се завърне в Ялта както бил дошъл — на кон..."
През 1873 г. Макгахан и Елагина се женят в Париж, а през 1874 г. в Биариц се ражда техният син Пол. В американската легация в Париж ѝ издават паспорт. През 1873 г. Макгахан достига до Туркестан и изпраща дописки до вестника за руските военни действия в Азия, целящи покоряването на ханство Хива.
След потушаването на Априлското въстание (1876 г.) извършва неоценима работа в защита на българския народ. Като кореспондент на вестник „Дейли нюз“, Макгахан посещава въстаналите български селища заедно с Юджин Скайлър – секретар на легацията на САЩ и генерален консул в Цариград. Установява точния брой на избитите българи и на опожарените селища, църкви и манастири. Резултатите от това проучване публикува в дописки и репортажи за зверствата на турците.
Една година по-късно, по време на Руско-турската война е специален военен кореспондент на вестник „Дейли нюз“ в щаба на действащата руска армия на Балканския полуостров. Изминава с армията целия път на войната. Близо до Цариград, оказвайки помощ на свой приятел, се разболява от тиф и умира на 9 юни 1878 г., три дни преди да навърши 34 години.

## Журналистическа дейност

### Кореспондент във Франция, Русия и Централна Азия
През 1870 г. избухва Френско-пруската война. Генерал Шеридан е прикрепен като наблюдател към немската армия. Убеждава редактора за Европа на вестник „Ню Йорк Хералд“ да назначи Макгахан за военен кореспондент към френската армия.
Ярките статии на Макгахан от фронтовата линия, описващи поражението на френската армия, му печелят широка аудитория. Европейските вестници препечатват много от кореспонденциите му за вестник „Ню Йорк Хералд“. Още ненавършил 27 години, вече е знаменитост. С приключването на войната интервюира Виктор Юго и френския политически деец Леон Гамбета. През март 1871 г. отпътува за Париж, където е един от първите чуждестранни кореспонденти, отразили въстанието, довело до установяването на Парижката комуна. Арестуван е от френската армия. Спасен е благодарение на намесата на американския посланик във Франция. Три дни след падането на Парижката комуна, на 1 юни 1871 г., той пише на приятеля си Блейк: „Всичко, което мога да кажа, е, че аз изведнъж се измених, в последната неделя, когато Версайските войски влязоха в Париж. Впрочем Вие знаехте, че аз бях френски републиканец, но може би не знаехте, че аз съм също така и комунар. Един куршум прониза шапката ми, а един шрапнел почти ме събори от коня и лежах болен два дена. Веднъж, когато яздех редом с Домбровски, за малко щях да бъда убит от версайците като комунар. Не ми говорете за умерените, религиозните и честните хора на Франция. Те са най-големите диваци в света. Комунарите никога не са извършвали подобни изстъпления, докато накрая не бяха принудени да отговорят. Комунарите имаха в ръцете си живота на целия народ на Париж... Относно комуната най-горчивите дописки срещу правителството на Тиер, които са публикувани, са мои. Аз реших да кажа истината като журналист, колкото и скъпо да ми струва това!“ Макгахан никога не изневерява на тази своя максима.
През 1871 г. Макгахан е назначен за кореспондент на вестник „Ню Йорк Хералд“ в Санкт Петербург. Научава руски и влиза в средите на руското дворянство. Отразява посещението в Русия на генерал Уилям Шърман. През 1873 г. отразява войната на Русия срещу хаганата Хива в Централна Азия. Без да се съобразява с руската забрана чуждестранни кореспонденти да отразяват събитието, прекосява на кон пустинятаКъзълкум и е свидетел на капитулацията на град Хива пред руската армия. Тук се среща с руския подполковник Михаил Скобелев, който по-късно се прочува като един от руските военачалници в Руско-турската война (1877 – 1878). Макгахан описва преживяванията си в популярната на времето си книга „Кампанията при Аму Даря и падането на Хива“ (1874).
През 1874 г. Макгахан прекарва десет месеца в Испания, отразявайки Третата карлистка война. В следващата година предприема пътуване с британския изследовател сър Алън Уилям Йънг на парахода „Пандора“ в рамките на експедиция, целяща да се открие така наречения северозападен път от Атлантика за Тихия океан. Експедицията достига до пролива Пийл в Канадска Арктика, където ледоходът принуждава мореплавателите да се върнат обратно.

### Разследвания на турските зверства в България (1876)
През 1876 г. Макгахан влиза в конфликт с Джеймс Гордън Бенет (младши), издателя на вестник „Ню Йорк Хералд“, и напуска. Поканен е от своя приятел Юджин Скайлър да разследва сведенията за широкомащабни зверства, извършени от турската армия срещу цивилни българи след неуспеха на Априлското въстание (1876). Макгахан получава журналистическо задание от вестник „Дейли Нюз“, водещ на времето си либерален вестник във Великобритания. Нает е и от руския вестник „Голос“. Заминава за България на 23 юли 1876 г.
След като на 28 юли посещава Пловдив, а на 1 и 2 август съответно Пещера и Пазарджик, Макгахан отпътува за село Батак, изпращайки впоследствие на своя вестник ярко описание на видяното от него:
„ ...Ние огледахме вътре в църквата, почерняла от изгорялата дървения, но не и разрушена, не и особено пострадала. Сградата бе ниска, с нисък покрив, поддържан от тежки неравномерно разположени сводове, които, доколкото можехме да видим, поглеждайки вътре, бяха с такива тавани, колкото висок човек да стои изправен под тях. Това, което видяхме вътре, бе твърде страшно, ако човек задържеше погледа си. Огромно количество частично обгорели тела лежаха там, техните овъглени и почернели останки, натрупани до половината от разстоянието до тъмния таван, правейки го да изглежда още по нисък и мрачен, тъй като лежащите в процес на гниене тела бяха прекалено страшни за гледане. Човек не би могъл да си представи чак такъв ужас. Всички отвърнахме поглед отвратени и замаяни и се заклатушкахме навън от тази къща на страшната напаст, щастливи да се озовем отново на улицата. Обиколихме селото и видяхме същото нещо отново и отново над сто пъти. Скелети на мъже, с прилепнали към тях дрехи и все още висяща плът, гниещи заедно, глави на жени, чиято коса се въргаляше в прахта, кости на деца и пеленачета, разхвърляни навсякъде. На едно място ни показаха къща, където двадесет души били изгорени заедно; на друго място десетина момичета били изклани до едно, след като се скрили – изобилно свидетелство за което са останалите там кости. Навсякъде – ужас след ужас...“
Макгахан съобщава, че турските войници насила вкарват някои от селяните в църквата, която след това е запалена, а останалите живи са измъчвани, за да кажат къде са скрили ценностите си. Макгахан сочи, че от общо седем хиляди души население оцеляват само две хиляди. По негови изчисления петдесет и осем села в България са били разрушени, пет манастира са изравнени със земята и общо петнадесет хиляди души изклани.
Тези репортажи, публикувани във вестник „Дейли Нюз“ и препечатани от други вестници, предизвикват във Великобритания широка вълна от обществено негодувание срещу Турция. Бенджамин Дизраели, министър-председател на Великобритания, чието правителство подкрепя Османската империя, се опитва да омаловажи кланетата, твърдейки, че българите също имат вина. Тези аргументи са опровергани от последващите репортажи на Макгахан.
Като резултат от публикациите на Макгахан, Уилям Гладстон написва памфлета „Уроци по клане или поведението на Турското правителство във и около България. Българските ужаси и Източния въпрос.“, в който заявява: „Обръщам се към своите сънародници, от които това зависи в много по-голяма степен, отколкото от който и да било друг народ в Европа, да изискват и настояват пред нашето правителство да промени своята едностранчива позиция и да насочи в съзвучие с европейските държави цялата си енергия към премахването на турското управление в България. Нека турците сложат край на своите безчинства по единствения възможен начин, а именно като сложат край на собственото си присъствие....“
Като резултат от неговите публикации може да се считат и последвалите дипломатически действия на великите сили: свикването на т. нар. „Посланическа конференция в Цариград“, според декларацията на която султанът на Османската империя трябвало да даде автономия на българите в техните етнически граници, територия, която по-късно, през 1878 г., става известна като „Санстефанска България“, в границите на която не влиза Северна Добруджа, дадена от руснаците на Румъния в замяна на Бесарабия, за да може Русия да има излаз на р. Дунав.

### Кореспондент през Руско-турската война (1877 – 1878)
Руското правителство обявява война на Турция на 24 април 1877 г. Султан Абдул Хамид II се обръща за помощ към Великобритания, традиционен съюзник на Турция срещу Русия. Британското правителство отговаря, че не е в състояние да се намеси, поради „настоящите обществени настроения“.
Макгахан е назначен за специален военен кореспондент на вестник „Дейли Нюз“. Благодарение на приятелството си с генерал-майор Михаил Скобелев придружава първите руски военни части при десанта през река Дунав и навлизането им в България. Отразява всички важни сражения в Руско-турската война (1877 – 1878), включително обсадата на Плевен и защитата на Шипченския проход. Свидетел е на окончателното поражение на турската армия и присъства на подписването на Санстефанския мирен договор.

## Памет
Джанюариъс Макгахан има намерение след края на войната да отпътува за Берлин, за да отрази мирната конференция между Османската империя и Великите сили, но се разболява от тиф. Умира на 9 юни 1878 г. в Цариград. Погребан е в гръцкото гробище в присъствието на дипломати, военни кореспонденти и генерал-лейтенант Скобелев. Пет години по-късно по нареждане на генерал Филип Шеридан, военен министър по онова време, военният кораб „Паутхатън“ отнася тленните останки на журналиста в Съединените щати. Погребан е в родния си град Ню Лексингтън. През 1978 г. България подарява един бюст-паметник, създаден от скулптора Тодор Първанов, и той е поставен на гроба на Макгахан в Ню Лексингтън (копие е поставено и в Батак). На паметника е изписано: „Макгахан – освободител на България“.
България тачи паметта на Макгахан заради ролята му в извоюването на българската независимост. На негово име са наречени улици в София (Карта), Пловдив, Панагюрище, Варна, Пещера и в други градове на България.
Българите в щата Охайо, жители на Ню Лексингтън и наследници на Джанюариъс Макгахан провеждат от 1978 г. насам ежегоден фестивал в негова памет и поднасят цветя на паметника му.

## Галерия
- Паметна плоча на ул. „Макгахан“ в Панагюрище
- Паметник на Макгахан в гр. Елена
- Гробът на Макгахан в Ню Лексингтън, Охайо, САЩ
- Изглед от ул. „Макгахан“, София